# Изпълнителен съвет на Социалистическа република Македония
Изпълнителният съвет на Събранието на Социалистическа Република Македония (на македонска литературна норма: Извршен совет на Собранието на Социјалистичка Република Македонија) е изпълнителен орган на държавната власт. Изпълнява функциите на правителство на Социалистическа република Македония.
Органът е създаден през 1953 г. и остава в действие до 1991 г., когато се сменя формата на управление.
През 1953 – 1963 г. се нарича Изпълнителен съвет на Народното събрание на Народна република Македония (на македонска литературна норма: Извршен совет на Народното собрание на Народна република Македонија). Неговите правомощия и състав са определени от членове 1, 2 и 3 от Уредбата за организацията и работата на Изпълнителния съвет. Според член 1 Изпълнителния съвет е „изпълнителен орган на Народното събрание и извършва всички политическо-изпълнителни действия от компетентността на Републиката в рамките на обхвата, който е посочен от съюзния Устав, Уставът на НРМ и със законите“. Той се състои от най-малко девет члена, които се избират от Народното събрание от редиците на републиканския събор (камара) съгласно член 76, ал. 1 от Конституцията.
През 1953 г. са формирани 2 състава, а през 1958 г. – още 1 състав на Изпълнителния съвет.
Първият съвет е създаден на 3 февруари 1953 г. в състав:
- Лазар Колишевски – председател
- Любчо Арсов – подпредседател
- Видое Смилевски – подпредседател
- Мито Хадживасилев – секретар
- Вера Ацева – член
- Страхил Гигов – член
- Киро Георгиевски – член
- Мито Димитриевски – член
- Боге Кузмановски – член
- Никола Минчев – член
- Методи Митевски – член
- Лазар Мойсов – член
- Наум Наумовски – член
- Благой Попов – член
- Елисие Поповски – член
- Кемал Сейфула – член
- Кръсте Цървенковски – член
- Лиляна Чаловска – член
- Реис Шакири – член
- Цветко Узуновски – член

Между 1963 и 1991 г. функционират общо 10 състава на Изпълнителния съвет (1963, 1965, 1967, 1968, 1969, 1971, 1974, 1978, 1982 и 1986).
След промяната на името на републиката през 1963 г. Съветът има следния състав:
- Александър Гърличков – председател
- Асен Симитчиев – подпредседател
- Кемал Сейфула – подпредседател
- Мире Доневски – секретар
- Живко Брайковски – член
- Васил Гривчев – член
- Търпе Яковлевски – член
- Веселинка Малинска – член
- Осман Мифтари – член
- Гога Николовски – член
- Мориц Романо – член
- Ангел Чемерски – член